# ジュリオ・チェーザレ・プロカッチーニ
ジュリオ・チェザーレ・プロカッチーニ（Giulio Cesare Procaccini、1574年5月30日 - 1625年11月14日）は、イタリアの画家、彫刻家である。

## 略歴
ボローニャで、画家エルコーレ・プロカッチーニ(Ercole Procaccini il Vecchio: 1515-1595) の息子に生まれた。異母兄のカミッロ・プロカッチーニ（Camillo Procaccini: 1561-1629)と兄のカルロ・アントニオ・プロカッチーニ(Carlo Antonio Procaccini: 1571-1630)も画家になった。
ジュリオ・チェザーレが11歳の1585年に、父親はミラノに出て工房を開き、ジュリオ・チェザーレもミラノに移った。ミラノでプロカッチーニの家族はミラノの貴族、ピロ1世・ヴィスコンティ・ボッロメオ(Pirro I Visconti Borromeo)のライナーテの別荘(Nymphaeum)の装飾の仕事などをした。プロカッチーニの一族がミラノに移ったのはボローニャではボローニャ派の代表する画家のカラッチ一族の勢力が強かったことも理由とされる.。ジュリオ・チェザーレは1590年にミラノのドゥオーモのヴェネランダ・ファッブリカ館(Veneranda Fabbrica del Duomo di Milano)で働いた。
ジュリオ・チェザーレは初め彫刻家として働き、ミラノのサンタマリア・プレッソ・サン・チェルソ教会(Chiesa di Santa Maria presso San Celso)などに彫刻作品が残されている。1600年頃から絵画に転じた。この転向の理由についてはローマやヴェネツィア、パルマで修行した結果ではないかとされる。1610年に枢機卿であったカルロ・ボッロメーオ(158-1584)が列聖されたのを祝う祭壇画を描いた。
その後も多くの祭壇画を描いた。
ミラノのフェデリーコ・ボッロメオ枢機卿 (Federico Borromeo) のために働き、ジョヴァンニ・バッティスタ・クレスピ(Giovanni Battista Crespi: 1573–1632)やピエル・フランチェスコ・マッツケリ(Pier Francesco Mazzucchelli: 1573–1626)といった画家と共作した。ボッロメオ枢機卿のためにも働いたフランドルの画家、ヤン・ブリューゲル(1568-1625)とも共作した。

## 作品

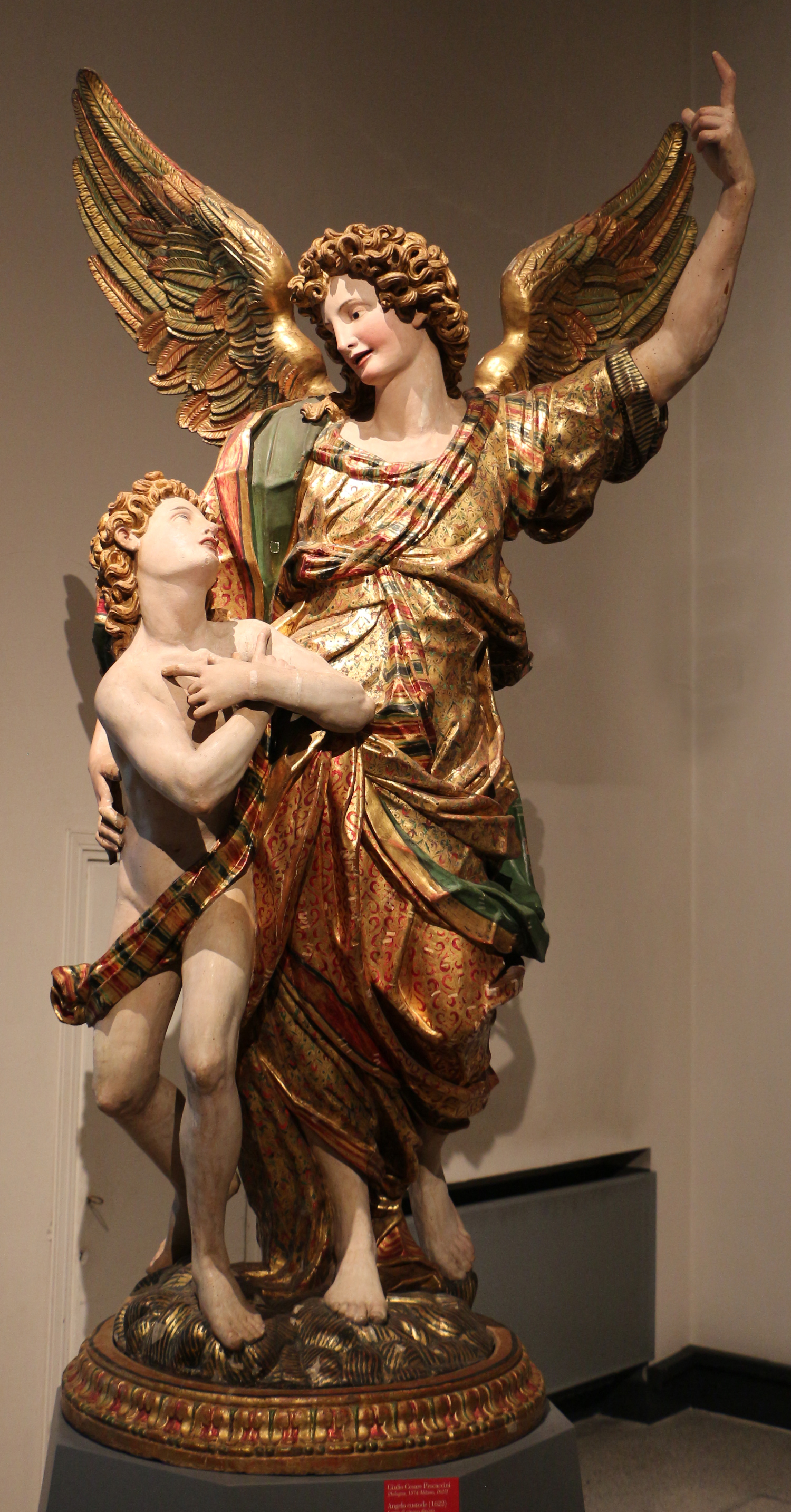
彫刻作品
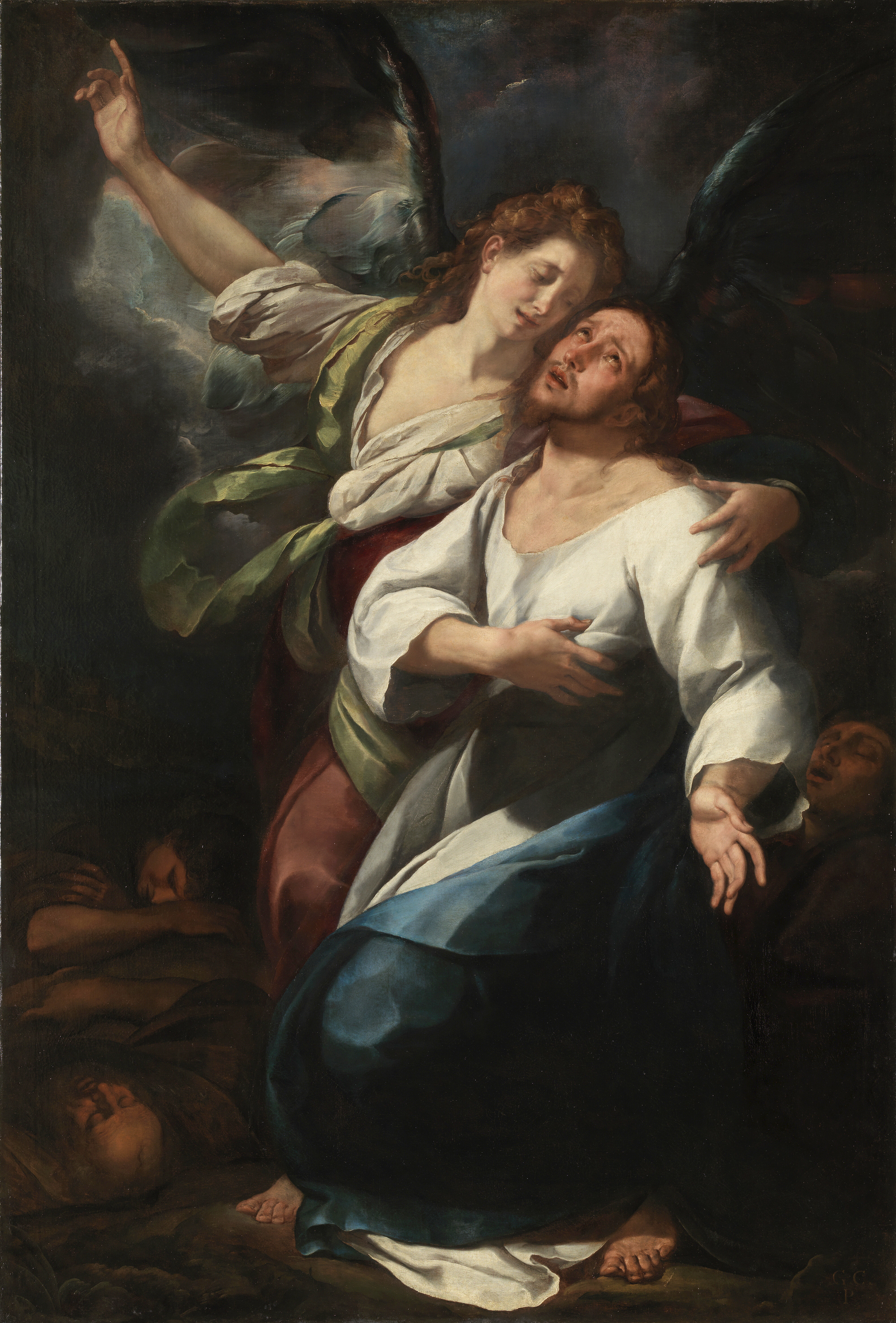
「庭園の苦悩」(1616-1620) プラド美術館
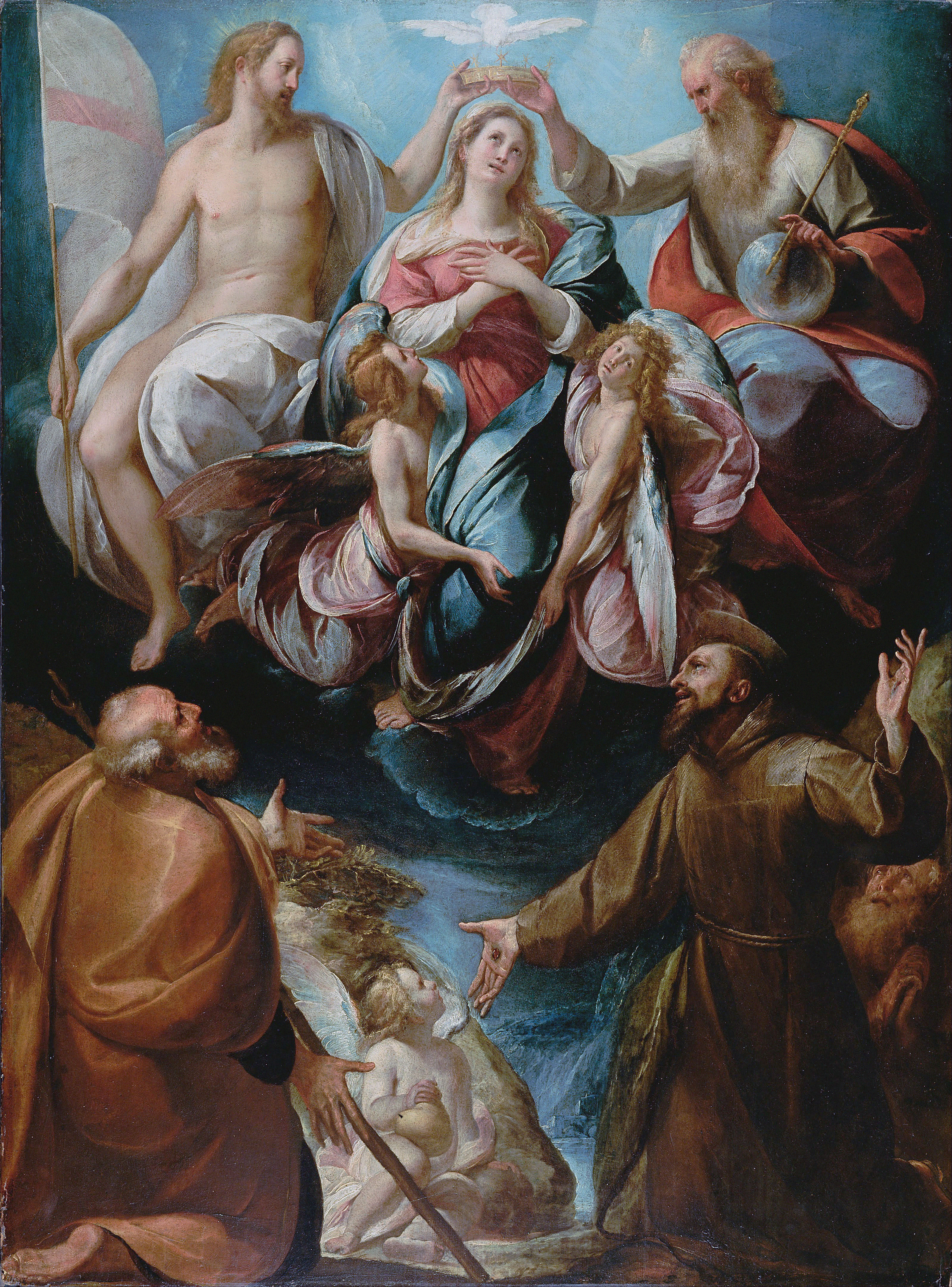
アッシジの聖フランシスと聖ヨセフとによる聖母戴冠 (1604/1607) J・ポール・ゲティ美術館
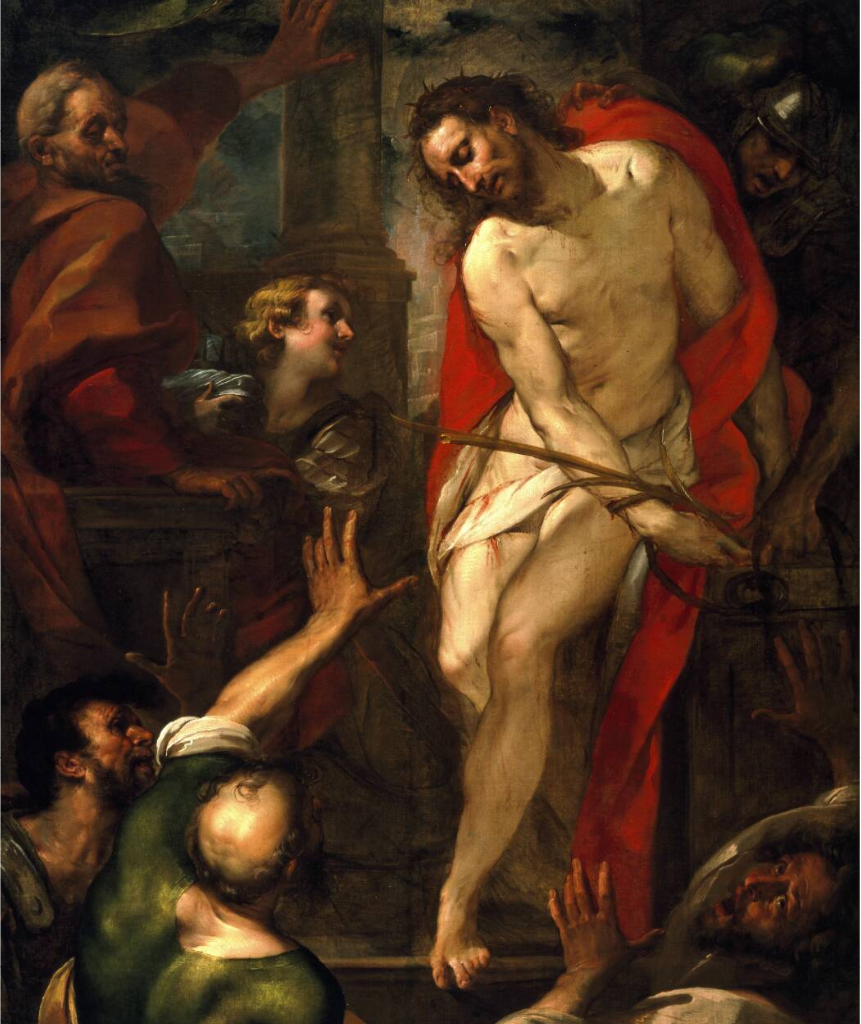
エッケ・ホモ (1615/1620) ダラス美術館
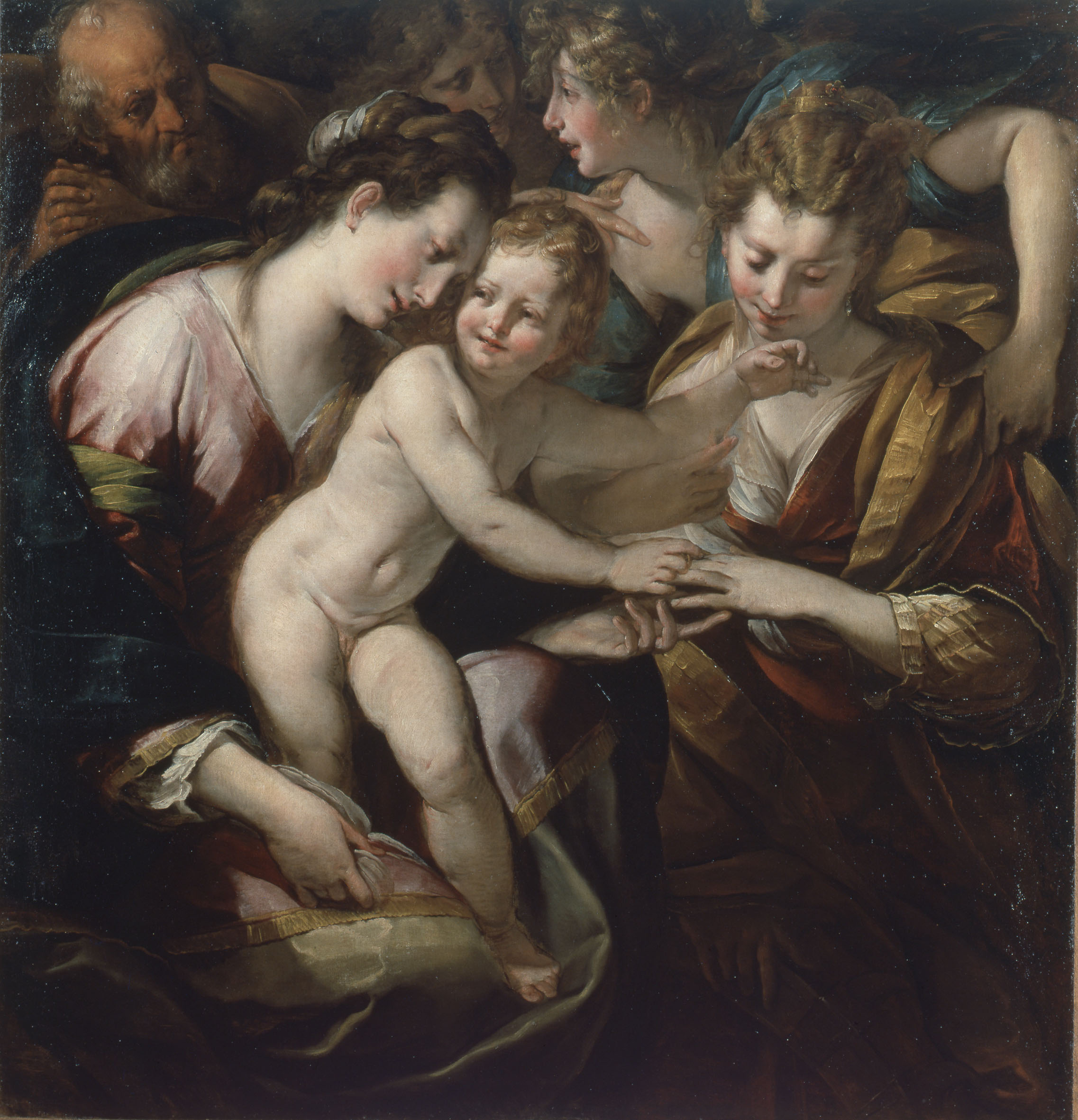
聖カタリナの神秘の結婚 ブレラ美術館
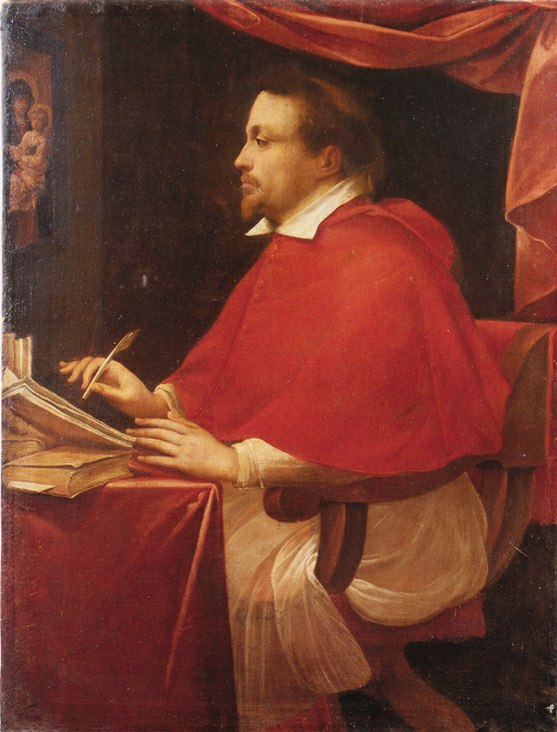
フェデリーコ・ボッロメオ枢機卿の肖像画 (1610) Museo diocesano (Milano)
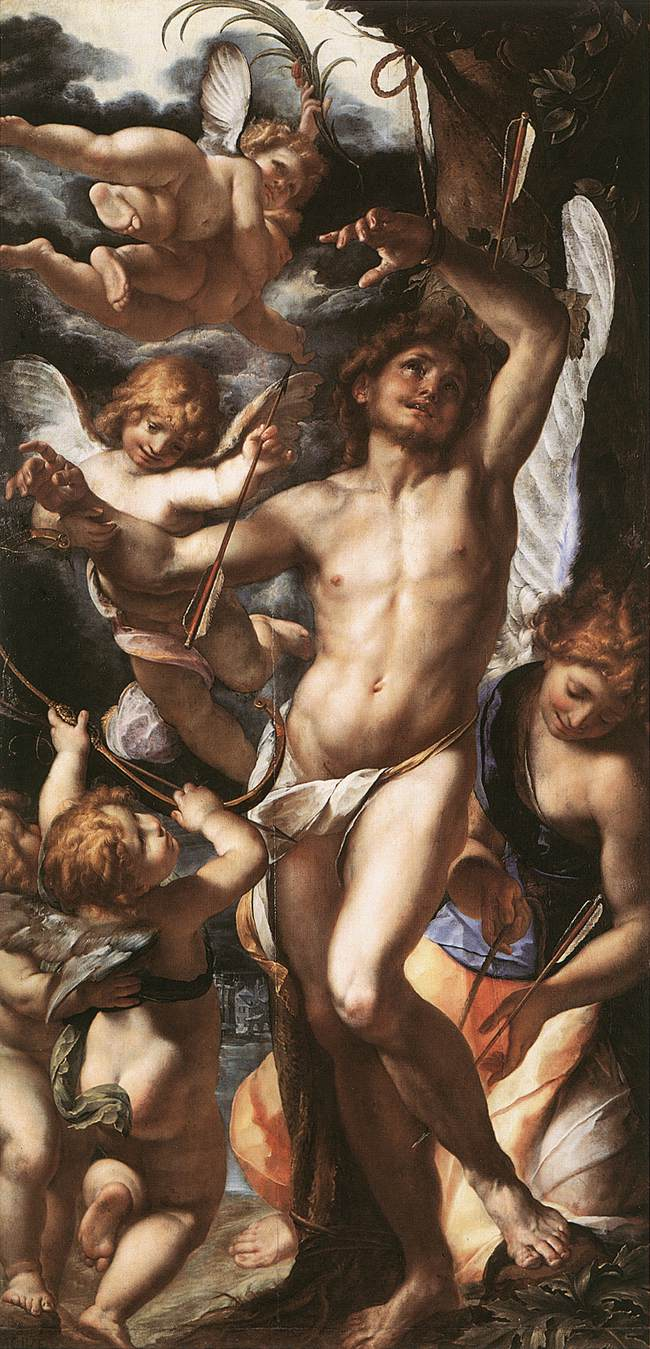
聖セバスチャン　(1610/1612) ベルギー王立美術館
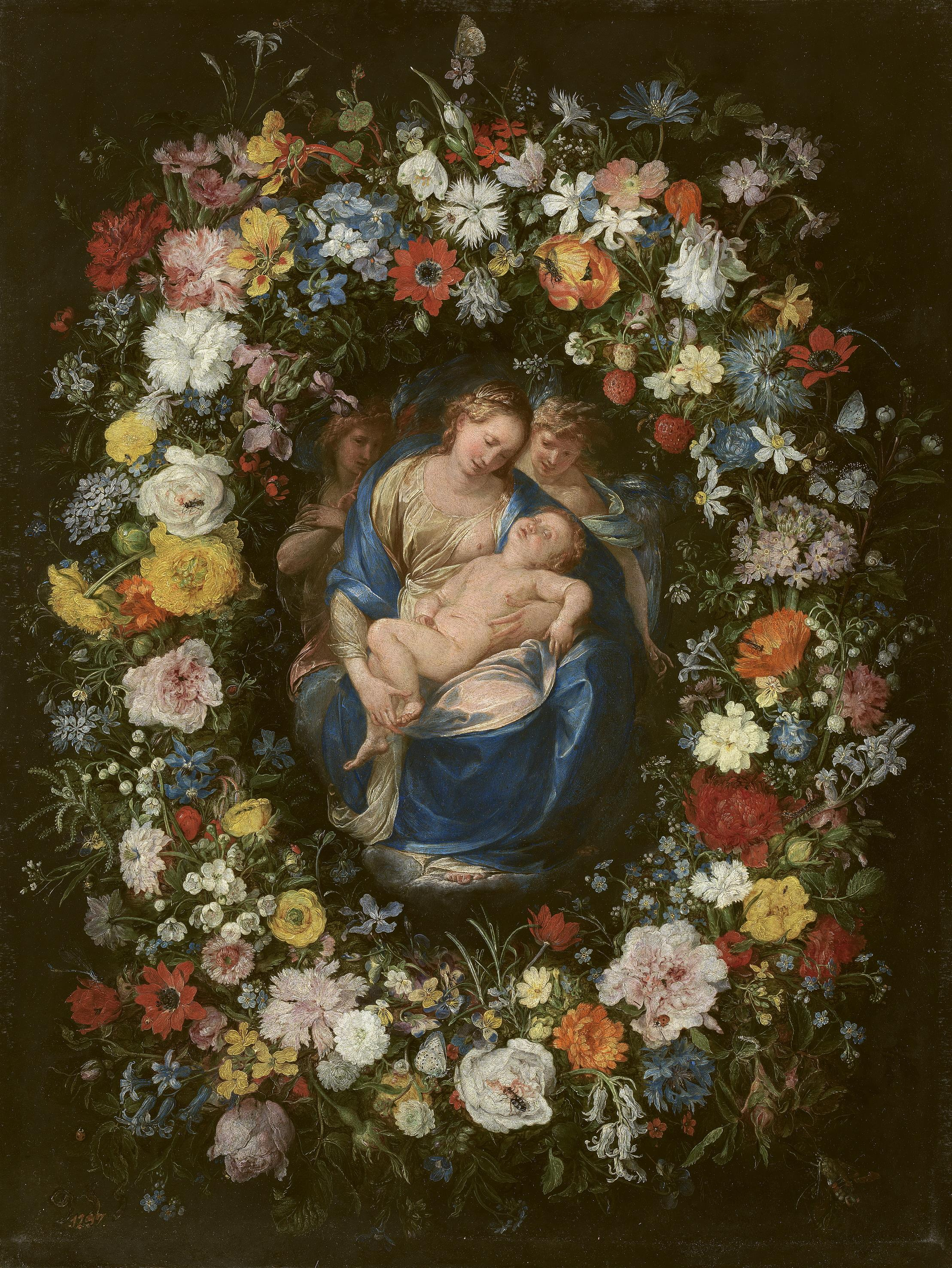
ヤン・ブリューゲルと共作の花環図 (c.1619) プラド美術館